# Человекайпадоножка
«Человекайпадоножка» (англ. HUMANCENTiPAD) — эпизод 1501 (№ 210) сериала «Южный Парк», премьера которого состоялась 27 апреля 2011 года. Российская премьера состоялась 12 ноября на канале 2х2 под названием «Человеческая многоПЕДка».

## Сюжет
Кайл вынужденно принимает участие в разработке революционно-нового продукта Apple. Он, не прочитав договора пользования приложениями, фактически подписывается под добровольным вступлением в рабство корпорации и разрешением проводить над собой любые опыты. Кайла против его воли сшивают с мужчиной, женщиной и портативным компьютером, а также безуспешно пытаются научить читать соглашения и договоры перед их подписанием.
У половины учеников класса появился iPad. Картман начинает издеваться над остальными учениками, в ходе чего выясняется, что у него самого лишь муляж с эмблемой и обычным стеклом вместо монитора. От Эрика требуют доказать подлинность его планшета. Картман винит свою мать в том, что у него нет даже обычного iPad. Лиэн, увидев цену на iPad, предлагает сыну купить планшет Toshiba, на что Картман, понимая, что уже показал ученикам в школе фальшивый iPad, аллегорически кричит, что «неплохо было бы поцеловать его, потому что он хочет, чтобы его хотя бы поцеловали перед тем, как "жахнуть" (другой перевод: "трахнуть в зад"). Окружающие решают, что мама Картмана — педофил, и Эрик получает приглашение на ток-шоу поговорить об этом (среди участников этого ток-шоу есть и Стив Джобс). Картману вручают человекайпадоножку в качестве утешительного подарка, когда Джобс представляет её публике.
Джеральд и друзья Кайла пытаются разомкнуть порочный круг пользовательского соглашения, обращаясь в магазин Apple Store, где агенты службы поддержки клиентов, известные как "Гении", после продолжительных обсуждений решают, что они могут аннулировать соглашение Кайла, если его отец, пользователь ПК, зарегистрируется в Apple и создаст семейную учётную запись. Джеральд соглашается, после чего он, Гении и друзья Кайла отправляются на представление человекайпадоножки. Джобс неохотно соглашается, чтобы Кайла разлучили с двумя его товарищами по несчастью. Это приводит Картмана в ярость.

## Отзывы
Рэмси Айзер из IGN оценил эпизод в 7,5 баллов из 10. Он сказал, что эпизод был "достойным открытием" сезона, но раскритиковал его за чрезмерное использование шуток об обвинениях Картмана в адрес его матери и о "гениях" Apple.

## Пародии
- Название эпизода пародирует название фильма голландского режиссёра Тома Сикса «Человеческая многоножка» (англ. Human Centipede). Сама же Человекайпадоножка, созданная корпорацией Apple, напоминает творение доктора Хайтера из названного фильма — «многоножку» с единым пищеварительным трактом, полученную путём анально-орального хирургического соединения пищеварительных трактов трёх человек.
- Частые фразы Картмана типа: «Накрась мне губы, потому что я люблю когда меня целуют, прежде чем отымеют» являются пародией на фильм Сидни Люмета «Собачий полдень», где главный герой в исполнении Аль Пачино говорит такую фразу полицейскому во время переговоров.

## Факты
- В самом начале серии на заднем плане можно заметить Брэдли, хотя в серии «Енот против Енота и друзей» он улетел на свою планету (выяснилось, что он инопланетянин). Также можно заметить Скотта Малкинсона из серии «Мюзикл начальной школы».
- В магазине, где Картман пытался выпросить у матери iPad, на прилавках лежит продукция фирм «Motor-Olla», «Mokia» и «Fony». Бренд Toshiba оставлен без изменений.
- Процессу создания эпизода посвящён документальный фильм "6 Days to Air: The Making of South Park"[2].